# يان بولي
يان بولي (بالألمانية: Ian Pooley)‏ (و. 1973  م) هو منتج أسطوانات، ودي جي نادي، ودي جيه، وملحن ألماني، ولد في ماينتس، بدأ مشواره المهني سنة 1993.

## روابط خارجية
- يان بولي على موقع ميوزك برينز (الإنجليزية)
- يان بولي على موقع ميوزك برينز (الإنجليزية)
- يان بولي على موقع ميوزك برينز (الإنجليزية)
- يان بولي على موقع أول ميوزيك (الإنجليزية)
- يان بولي على موقع أول ميوزيك (الإنجليزية)
- يان بولي على موقع ديسكوغز (الإنجليزية)
- يان بولي على موقع ديسكوغز (الإنجليزية)
- يان بولي على موقع ديسكوغز (الإنجليزية)